# Willem van der Poel

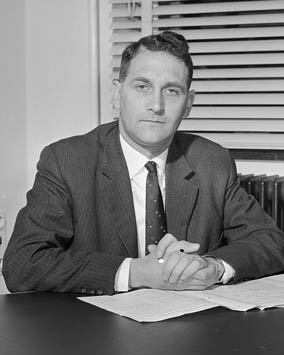
Technische Hogeschool Delft, 1961

Willem Louis van der Poel (Den Haag, 2 december 1926 – Zoetermeer, 22 juli 2024) was een Nederlandse natuurkundige en informaticus, vooral bekend als Nederlands computerpionier. 

## Leven en werk
Van der Poel behaalde in 1950 zijn ingenieursdiploma, Technische Natuurkunde. In 1956 promoveerde hij aan de Universiteit van Amsterdam op het proefschrift The Logical Principles of Some Simple Computers.
Van 1950 tot 1967 werkte hij bij het Neherlaboratorium, en vanaf 1962 was hij (deeltijds)hoogleraar aan de Technische Universiteit Delft.
Hij ontving in 1960, samen met H. Mol, de Visser-Neerlandia Prijs voor de constructie van een braille vertaler. Hij was sinds 1971 lid van de KNAW.
Van der Poel was ontwerper van de Testudo, de PTERA, de ZERO en de ZEBRA computers. Hij was ook bekend door zijn kennis over (houten) constructiepuzzels. Hij heeft ook een bijdrage geleverd aan de programmeertaal Algol 68 en LISP voor ZEBRA.
Van der Poel overleed in juli 2024 op 97-jarige leeftijd.

## Publicaties, een selectie
Boeken:
- The  Logical Principles of Some Simple Computers.  Thesis, Amsterdam (1956).
- SERA  69,  definierend  rapport.  W.L. van der Poel (Ed.), Stichting  Nederlands Studiecentrum voor Informatica (1970).
- Een leven met computers. Afscheidsrede, TU Delft, 26 october 1988. Delft University of Technology (1988).

Artikelen, een selectie
- "A Simple Electronic Digital Computer." Applied Sci. Research (1952), p. 367-400.
- "Micro-programming and Trickology." In: Digitale Informations-wandler, E.W. Hoffmann. Vieweg, Braunschweig (1961), p. 269-311.
- Van der Poel, W.L., C.E. Schaap and G. van der Mey. "New Arithmetical Operators in the Theory of  Combinators." Proc. Kon. Ned. Akad. v. Wetenschappen, Sept (1980) p. 271-325.